# Megyei végrehajtás (USA)
A megyei végrehajtó hatalom a végrehajtás hatalmi ágának képviselője az Amerikai Egyesült Államok megyéiben.
A végrehajtó szervek képviselőit többnyire választják. Ha így történik, a végrehajtó hatalom a megye kormányaként működik és vétójoga is lehet, akárcsak a kormányzónak, az elnöknek, vagy a polgármesternek. Ha kinevezett testületről van szó, a végrehajtás akkor is egy meghatározott időtartamra kap megbízatást, de még annak lejárta előtt is eltávolítható. A végrehajtó hatalom teljes hatáskörrel rendelkezik a megyei önkormányzat szervei felett.

## Államok megyei végrehajtó hatalommal
| State        | Counties | Applicable law                                               |
| ------------ | --- | ------------------------------------------------------------ |
| Alaszka      | Aleutians East borough, Anchorage, Bristol Bay borough, Denali borough, Fairbanks North Star borough, Haines borough, Juneau város és borough, Kenai-félsziget borough, Ketchikan Gateway borough, Kodiak-sziget borough, Lake and Peninsula borough, Matanuska-Susitna borough, North Slope borough, Northwest Arctic borough, Sitka város és borough, Skagway város és borough, Wrangell város és borough, Yakutat város és borough         | Alaszka állam alkotmánya X. bekezdés.                        |
| Kalifornia   | Los Angeles megye (CEO), Orange megye (County Executive Officer), Sacramento megye, Santa Clara megye |                                                              |
| Delaware     | New Castle megye |                                                              |
| Georgia      | Athens-Clarke megye (Mayor), DeKalb megye (CEO) |                                                              |
| Illinois     | Will megye |                                                              |
| Kentucky     | Mindegyik megyét választott végrehajtó irányítja. | Kentucky állam alkotmánya, 144. szakasz                      |
| Maryland     | Anne Arundel megye, Baltimore megye, Harford megye, Howard megye, Montgomery megye, Prince George's megye, Wicomico megye |                                                              |
| Michigan     | Bay megye, Macomb megye, Oakland megye, Wayne megye |                                                              |
| Missouri     | Jefferson megye Jackson megye St. Charles megye St. Louis megye |                                                              |
| New Jersey   | Atlantic megye Bergen megye, Essex megye, Hudson megye, és Mercer megye választott végrehajtó hatalommal rendelkezik, Union megyének pedig kinevezett megyei vezetője van. | Optional County Charter Law                                  |
| New York     | Albany megye, Broome megye, Chautauqua megye, Chemung megye, Dutchess megye, Erie megye, Monroe megye, Nassau megye, Oneida megye, Onondaga megye, Orange megye, Putnam megye, Rensselaer megye, Rockland megye, Schenectady megye (Manager), Suffolk megye, Ulster megye, Westchester megye | Municipal Home Rule Law                                      |
| Ohio         | Cuyahoga megye, Summit megye | Alternative County Government Law                            |
| Pennsylvania | Allegheny megye, Erie megye, Lehigh megye, Northampton megye | Home Rule Charter and Optional Plans Law                     |
| Tennessee    | Az állami törvény szerint Tennessee összes megyéjét a "megyei polgármester" címet viselő megyei végrehajtó irányítja. Csak az a három megye (Davidson megye, Moore megye és Trousdale megye) képez kivételt amelyek összevont város-megyeként működnek, ahol ez a cím nem létezik. Egyes megyéknek Tennessee Képviselőháza speciális törvénnyel engedélyezte a "megyei végrehajtó" cím használatát. (A régi megnevezés a "megyei bíró" volt.) | Tennessee Code Annotated 5-6-101                             |
| Virginia     | Albemarle megye, Fairfax megye, Prince William megye |                                                              |
| Washington   | King megye, Pierce megye, Snohomish megye, Whatcom megye |                                                              |
| Wisconsin    | Brown megye, Dane megye, Fond du Lac megye, Kenosha megye, Manitowoc megye, Milwaukee megye, Outagamie megye, Portage megye, Racine megye, Waukesha megye, Winnebago megye | Wisconsin állam alkotmánya, IV. fejezet, 23. és 23a szakasz. |